# Пирокинез
Пирокине́з (от др.-греч. πῦρ — огонь и κίνησις — движение, англ. pyrokinesis) — термин парапсихологии, обозначающий способность вызывать огонь или значительное повышение температуры на расстоянии силой мысли, а также возможность силой мысли управлять огнём. Человек, способный к пирокинезу, называется пирокинетиком. Термин был придуман Стивеном Кингом и введён в оборот в его повести «Воспламеняющая взглядом». Хотя сама идея встречается и до работы Кинга, он был первым, кто употребил это слово. Оно было задумано как аналог термина телекинез, хотя по правилам образования составных слов на основе греческого языка следовало бы сохранить префикс «теле-», означающий «на расстоянии», а не суффикс «-кинез» (движение). Критик С. Т. Джоши назвал это слово «крайне неудачной выдумкой».

## Возжигание молитвой
«Человек Божий (Северин), припав коленами к земле, стал истово молиться. И тогда на глазах у трёх духовных лиц, находившихся рядом, свеча в руках Северина сама собой зажглась».